# Cauchy-Horizont
Der nach dem französischen Mathematiker Augustin-Louis Cauchy benannte Cauchy-Horizont (auch Cauchy-Fläche) ist in der Astrophysik eine Fläche innerhalb des Ereignishorizonts rotierender oder geladener schwarzer Löcher. Die wissenschaftliche Definition des Cauchy-Horizont lautet wie folgt: Eine Cauchy-Fläche ist eine Hyperfläche einer Raumzeit, die eine kausale Kurve exakt nur einmal schneiden kann.

## Erklärung
Die Allgemeine Relativitätstheorie beschreibt die gravitative Wechselwirkung von Materie und Energie in einer vierdimensionalen Raumzeit durch die einsteinschen Feldgleichungen. Eine Hyperfläche wie die Cauchy-Fläche ist in dieser 4D-Struktur dreidimensional. Die o. g. kausale Kurve beschreibt dabei die Kurve, die ein Objekt oder Beobachter innerhalb der Raumzeit zurücklegt. Derartige kausale Kurven können aber nicht in die Vergangenheit fortgesetzt werden, was man auch aus der Bedingung des Einmalschneidens schließen kann, welche somit besagt, dass Cauchy-Horizonte, ebenso wie Ereignishorizonte, nur in eine Richtung durchlässig sind.

## Seltsame Effekte am Cauchy-Horizont
Gelangt ein Beobachter auf einer Geodäte hinter den Cauchy-Horizont, so kann er die gesamte Vergangenheit der Außenwelt wie in einem Zeitraffer beobachten, da er eine Region unendlicher Blauverschiebung erreicht. Werden Cauchy-Flächen durch sie durchquerende Objekte gestört, so werden sie singulär, was bedeutet, dass es sich bei ihnen um singuläre Nullhyperflächen handelt. Diesen Eigenschaften nach kann man die Annahme treffen, dass in ihnen die Domäne einer Quantengravitation beginnt.